# Soul Sacrifice
Soul Sacrifice è un brano strumentale dei Santana che appare nell'album Santana (1969).

## Woodstock
Il brano è stato suonato al Festival di Woodstock ed è ricordata per l'assolo di batteria di Michael Shrieve, per i due lunghi assoli di Carlos Santana e per l'assolo di organo Hammond B-3 da parte di Gregg Rolie, che fa largo uso dei cambi di velocità del Leslie 122 per sottolineare i numerosi crescendo dell'esecuzione; nella parte finale dell'assolo, Rolie impiega una singolare tecnica a mani sovrapposte per eseguire sestine ripetute.
Alcuni anni dopo, in una intervista alla CBS, Santana disse che aveva assunto mescalina prima della performance e credeva che il manico della sua chitarra fosse un serpente e per evitare di essere morso è dovuto aggrapparsi.

## Curiosità
Il brano si sviluppa nell'ambito della musica modale infatti nella versione originale la frase musicale della chitarra che pare in La minore presenta un Fa#, cioè la 6ª maggiore di La, che la sposta sulla scala dorica.